# アースレース
| 「アースレース」正面 |                                                                           |
| 船歴                 |                                                                           |
| 船籍国               | ニュージーランド                                                          |
| 船籍港               | オークランド                                                              |
| 所有                 | ピーター・ベスーン                                                        |
| 起工                 | 2005年1月                                                                 |
| 進水                 | 2006年2月22日                                                             |
| その後               | 2010年1月8日（破棄処分）                                                  |
| 主要諸元             |                                                                           |
| 総トン数             | 13トン                                                                    |
| 全長                 | 24.0m                                                                     |
| 全幅                 | 7.0m                                                                      |
| 喫水                 | 1.2m                                                                      |
| 機関                 | ディーゼル推進、2軸推進 カミンズ・マークルーザー製機関 × 2基（350kW × 2） |
| 速力                 | 45ノット                                                                  |
| 航続距離             | 10,000Lで3,000海里                                                        |
| 定員                 |                                                                           |
| その他               |                                                                           |

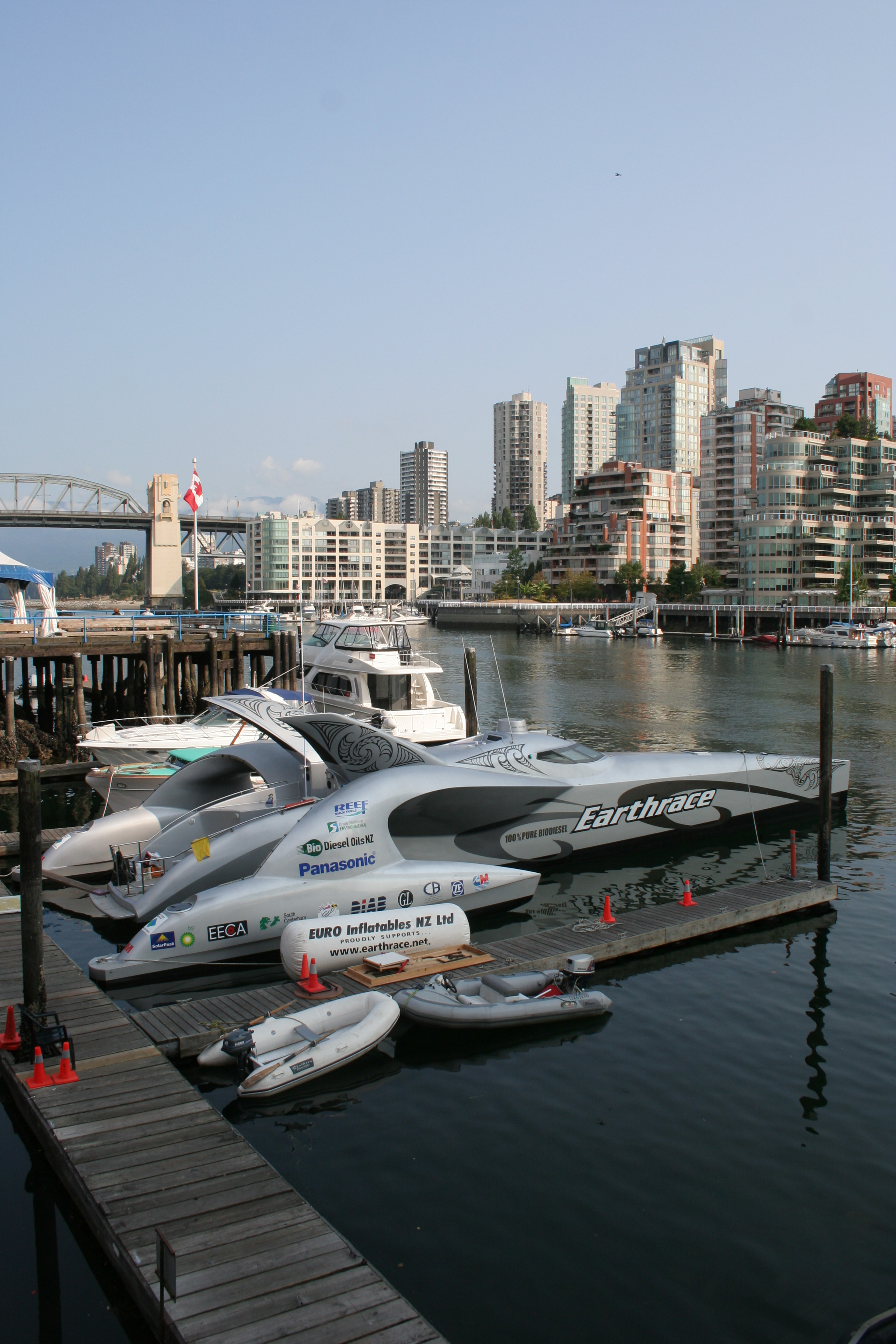
カナダ・バンクーバーの港に停泊するアースレース

アースレース（英語：Earthrace）は、バイオディーゼル燃料を使用する三胴船型の高速船。モーターボートによる世界一周最速航海記録を更新する計画のために建造された。後にシーシェパードの抗議活動に参加することになりアディ・ギル（Ady Gil）と改名され、日本の捕鯨に対する抗議活動に使用されるが、2010年に日本の捕鯨船に突撃、大破し海上に投棄した。そのせいで油が流出し海洋汚染となった。シーシェパードは沈没と虚偽の発表をした。

## 設計
「アースレース」は、クレイグ・ルーミス設計グループによって設計され、キャリバー・ボートで建造され、2005年1月に起工、2006年2月22日に進水した。
船体は、造波抵抗を最小限にするため三胴船型ウェーブ・ピアーサー方式を採用した。これにより安定性と高速性が得られ、外殻は複合カーボン繊維とケブラーで構成される。推進機関にはバイオディーゼルもしくはディーゼル混合燃料で稼動出来る形式を採用したという。低公害動物性油脂と植物性油脂を使用できるとされ、2005年にパフォーマンスとして操舵手は脂肪吸引を受けて100グラムを燃料に変換した。建造費用は約250万ドルかかり、その大部分はスポンサーが供給した。

## 記録への挑戦
「アースレース」は低公害技術を展示航海する事を目的としていた。

### 2007年
2007年3月10日にバルバドスを出港したがプロペラなどの機械的問題が発生し、行程は大幅に遅延した。同年3月19日夜にはグアテマラ沖合約22キロ付近にて地元の漁船と衝突し乗組員は負傷者は出なかったが、漁船側には3名のうち1名の死者が出た。乗組員はレース終了後に10日間の調査を受けて免除された。
記録を破るには2007年4月7日にサンディエゴを出発し同年6月21日までに帰国する必要があった。しかし、レース中の5月31日にスペイン・マラガにてレース継続を断念した。

### 2008年
サグントに所在する造船所にて修理を受けた後、二度目の挑戦を試みる。出発日時は中央ヨーロッパ標準時2008年4月27日14時35分であった。
4月30日に右舷エンジンのリフトポンプが故障、出発2日目には自動操縦の問題も起きた。これにより時間が失なわれたが記録更新のためにも計画を前倒ししてアゾレス諸島に到着する。その後、問題を解決しパナマ運河を通過して1月22日にハワイに到達。
34日目にパラオに到着、48日目に温度と湿度の問題で乗組員に身体的な不具合が発生した。56日目、スエズ港に到達しリフトポンプの問題のため16ノットの制限速度を開始。そして2008年6月27日にサグントに到着し中央ヨーロッパ標準時1424時にフィニッシュラインを通過し、世界記録を更新した。

## アディ・ギル

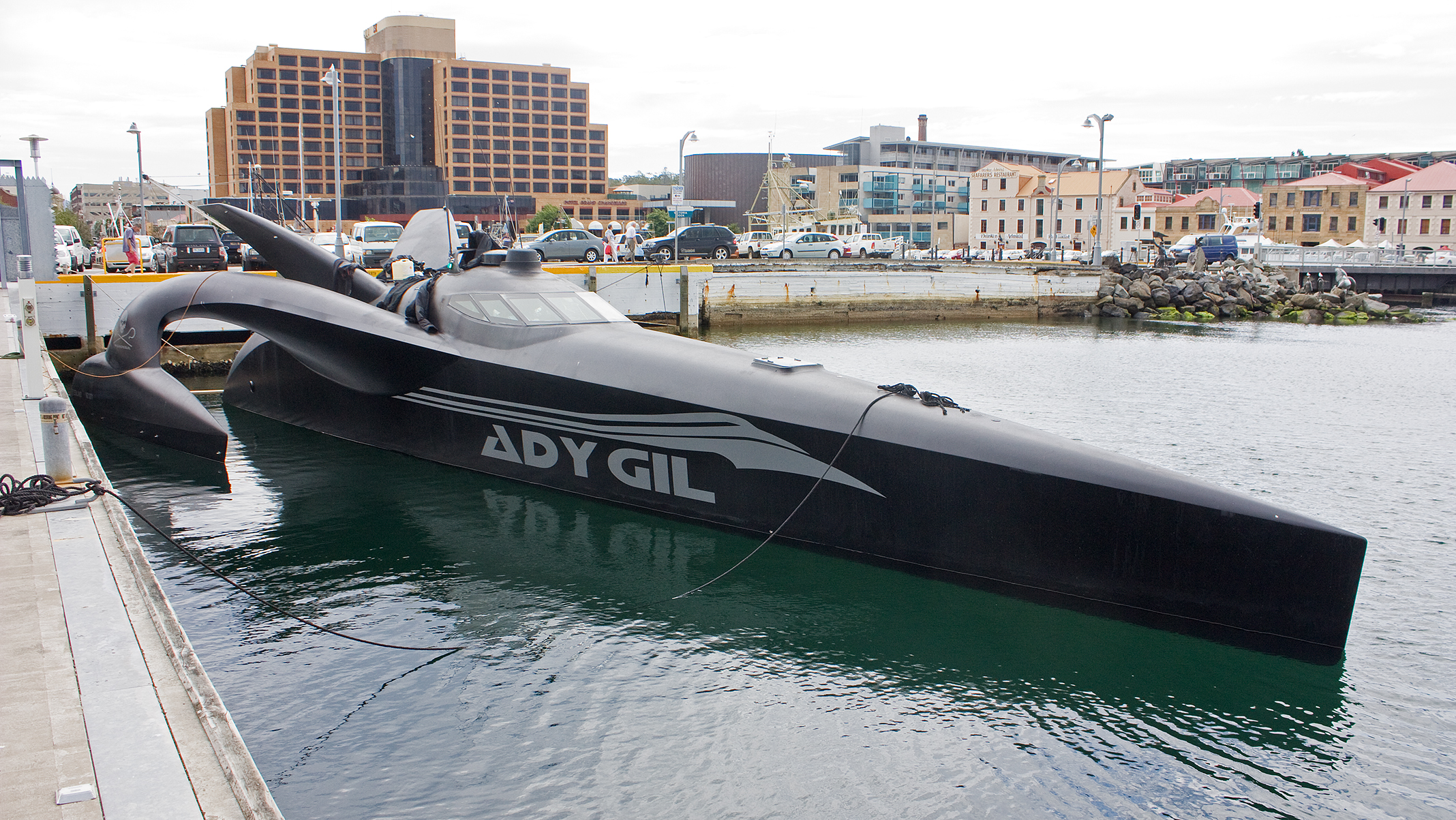
2009年暮れ、タスマニア島のホバートに修理のため停泊する、黒く塗りなおされた「アディ・ギル」

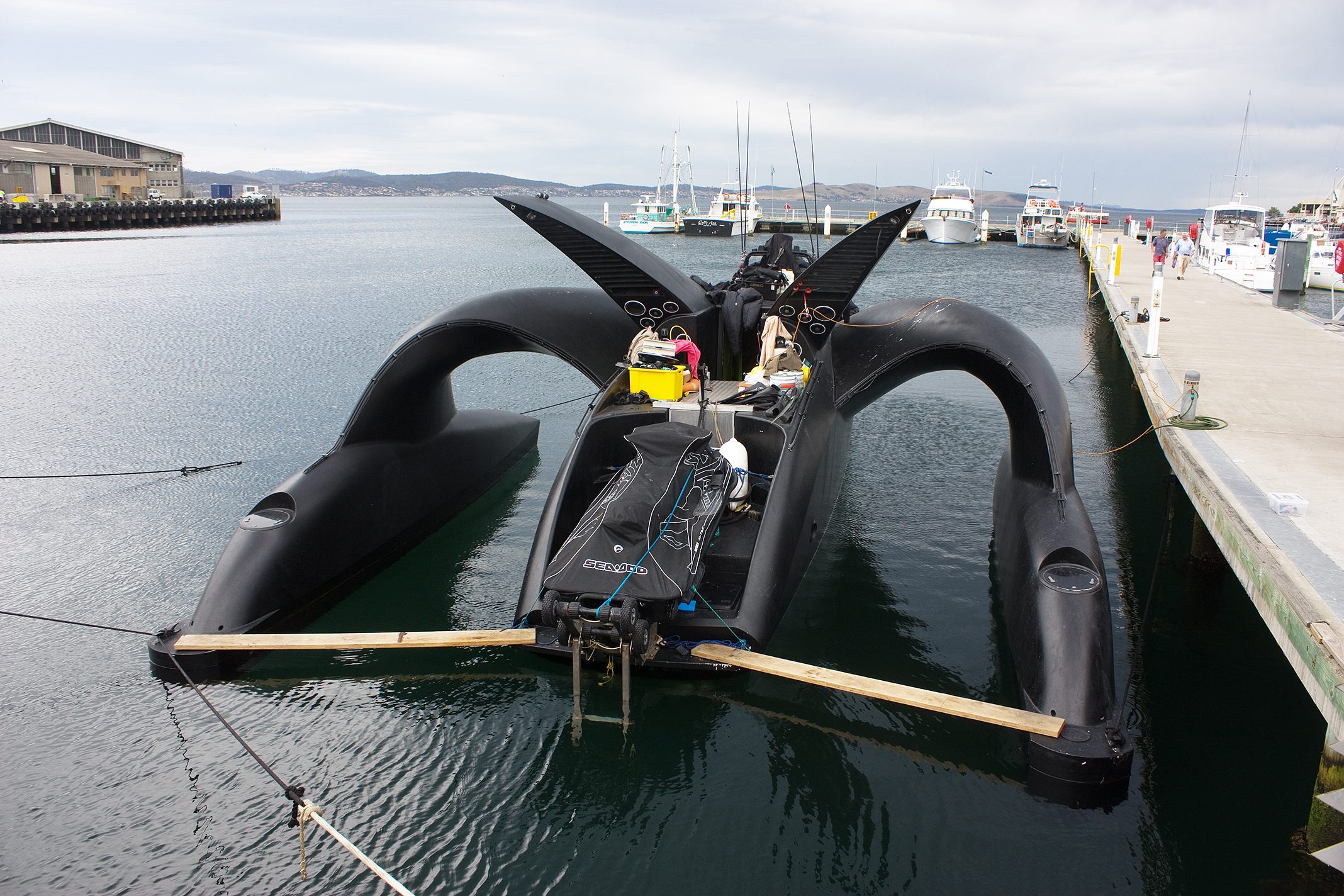
後部

「アースレース」は日本の調査捕鯨活動に対する抗議を実行しているシーシェパードに対して2009年から2010年にかけて予定された抗議活動（ワルチング・マチルダ作戦）に同行するとした。
2009年10月17日に支援に合意し、船名が抗議活動のスポンサーの名をとって「アディ・ギル」に改名されたと同時に船体も黒に塗りなおされた。
2010年1月6日、南極海にて日本の調査捕鯨船「第2昭南丸」に突撃し、乗組員6名は他の抗議船に救助された。衝突をめぐり、シーシェパードと日本鯨類研究所の双方が衝突の瞬間のビデオを公開し、互いの操船を非難している。また、シー・シェパード側は、真っ二つになったと発表したが、実際には即時沈没は免れた。
アディ・ギルはフランスの南極観測基地デュモン・デュルヴィル基地へ向けて、別の抗議船ボブ・バーカー号に曳航されていたが、現地時間1月8日早朝に放棄された。気象条件は船の引き上げに支障がないと当初は報じられていたが、曳航の過程で浸水がよりひどくなっていた。衝突後の船体からの燃料漏れが目撃されていたことから、日本鯨類研究所はアディ・ギルの海上での放棄を、燃料による海洋汚染が懸念されると批判していた。
シーシェパードは当初アディ・ギルは沈没したと主張し、沈没したことによって更なる抗議行動が中断することはありえないとしていた。アディ・ギル喪失の損失は150万ドルにのぼると見積もられるが、支援者は「アディ・ギル2」建造のために100万ドルの寄付を申し出ているとされる。
なお、2010年10月7日、衝突事件時のアディ・ギル船長であったピーター・ベスーンがラジオ･ニュージーランドに出演しインタビューに答えたが、その中でベスーンは、アディ・ギルの沈没について、アディ・ギルは曳航可能な状態であったが、シー・シェパード代表のポール・ワトソンの指示により、テレビ映えする刺激的な映像を撮り世間の同情を買うことを目的に、シー・シェパードがアディ・ギルを自ら沈没させ南氷洋に放棄した、偽善的な自作自演の行為であったことを暴露している。